# 2002年3月中国大陆

## 3月17日
- 3月17日，龚建平被北京市公安局宣武分局拘留。

## 3月25日
- 晚10时15分，“神舟三号”飞船在内蒙古自治区阿拉善盟额济纳旗东风镇酒泉卫星发射中心成功升空[1]。